# Stilpnus melanarius
Stilpnus melanarius là một loài tò vò trong họ Ichneumonidae.